# 진북로
진북로(Jinbuk-ro)는 전북특별자치도 익산시 삼기면 상정삼거리에서 익산시 망성면을 잇는 83km 도로이다

## 주요 경유지
전북특별자치도
- 익산시 (삼기면·낭산면·용동면·망성면)

## 노선
| 이름       | 접속 노선                 | 소재지 | 소재지 | 비고 |
| ---------- | ------------------------- | ------ | ------ | ---- |
| 상정사거리 | 지방도 제723호선 (황금로) | 익산시 | 삼가면 |      |
| 석불사거리 | 미륵사지로                | 익산시 | 삼가면 |      |
| 죽청교     |                           | 익산시 | 삼가면 |      |
|            | 낭산면                    | 익산시 |        |      |
| 성남삼거리 | 남천로 강변1길            | 익산시 |        |      |
| 하낭교     |                           | 익산시 |        |      |
| 우금삼거리 | 아리랑로                  | 익산시 |        |      |
| 낭산사거리 | 지방도 제724호선 (함낭로) | 익산시 |        |      |
| 용동삼거리 | 용동로 화배길             | 익산시 | 용동면 |      |
| 신리삼거리 | 지방도 제799호선 (여강로) | 익산시 | 망성면 |      |

## 주요 시설및 건물
- 석불초등학교(진북로 267/연동리 643-2)
- 낭산카센터 (진북로 822/석천리 1095)